# Zbrankova stráň
Zbrankova stráň je přírodní památka na severním okraji obce Ratiboř v okrese Vsetín. Oblast spravuje Agentura ochrany přírody a krajiny ČR. Důvodem ochrany jsou květnaté louky na sušších a mokřadních stanovištích s výskytem vzácných druhů květeny.

## Galerie

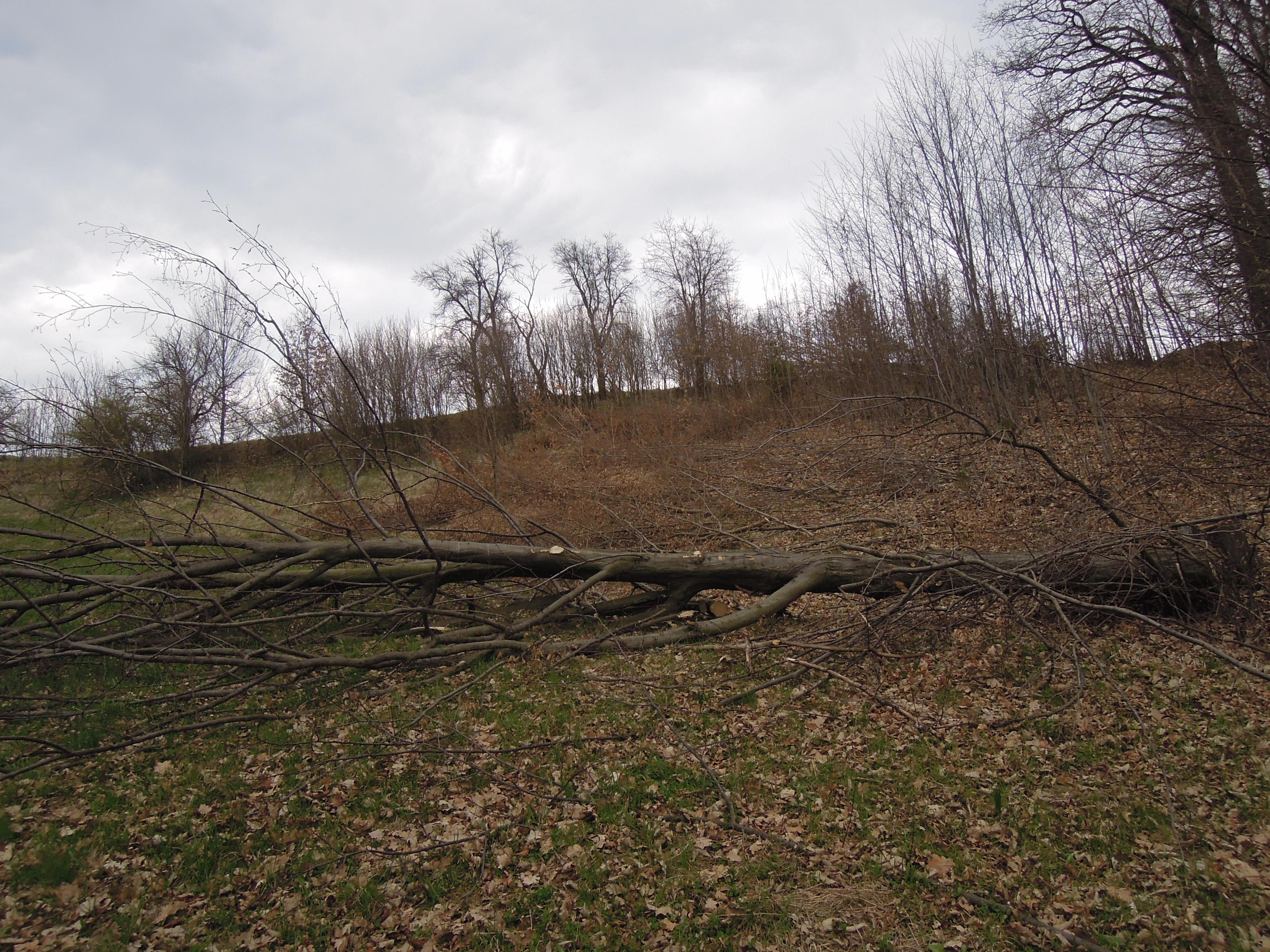
Přírodní památka Zbrankova stráň
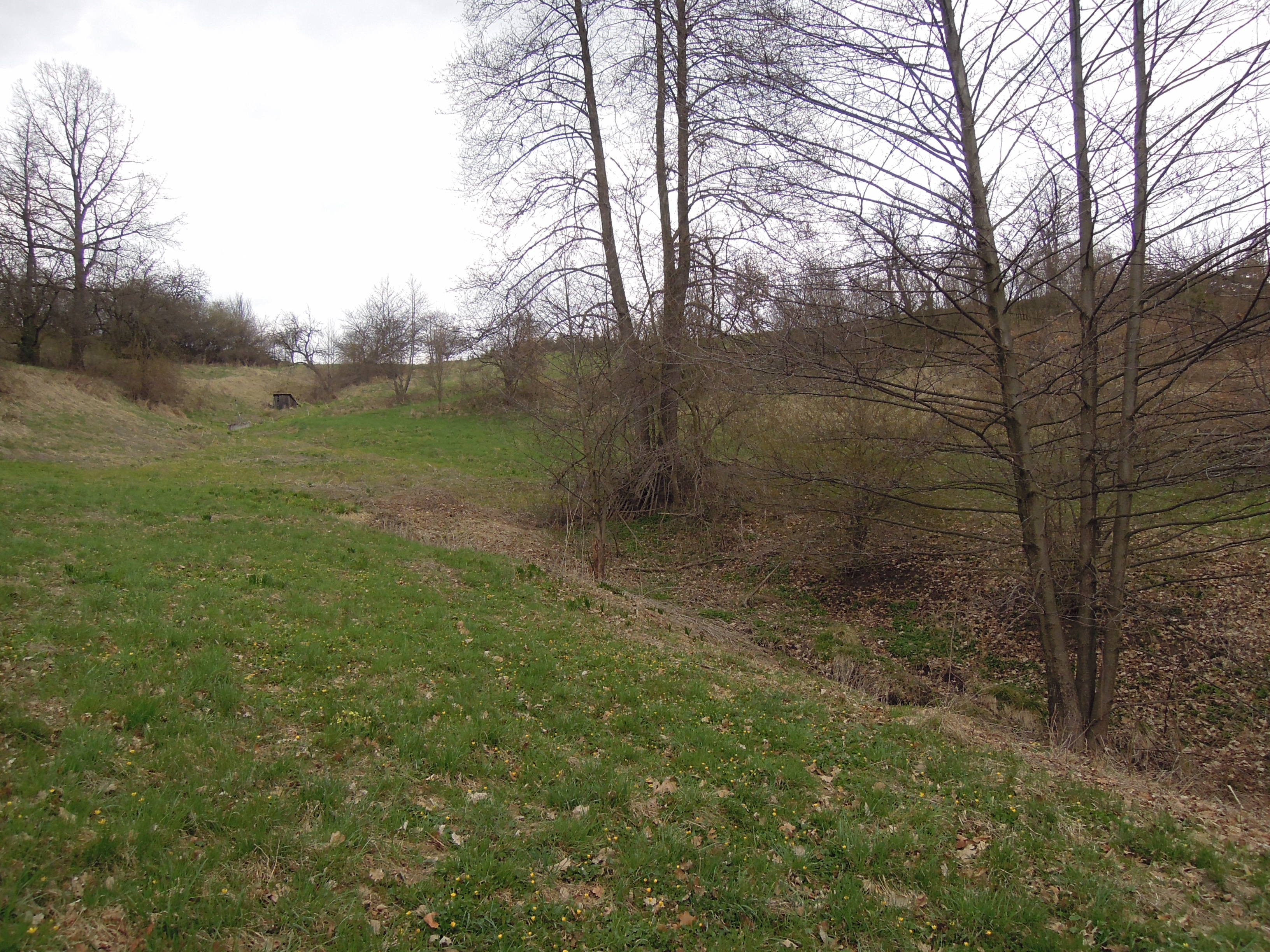
Přírodní památka Zbrankova stráň
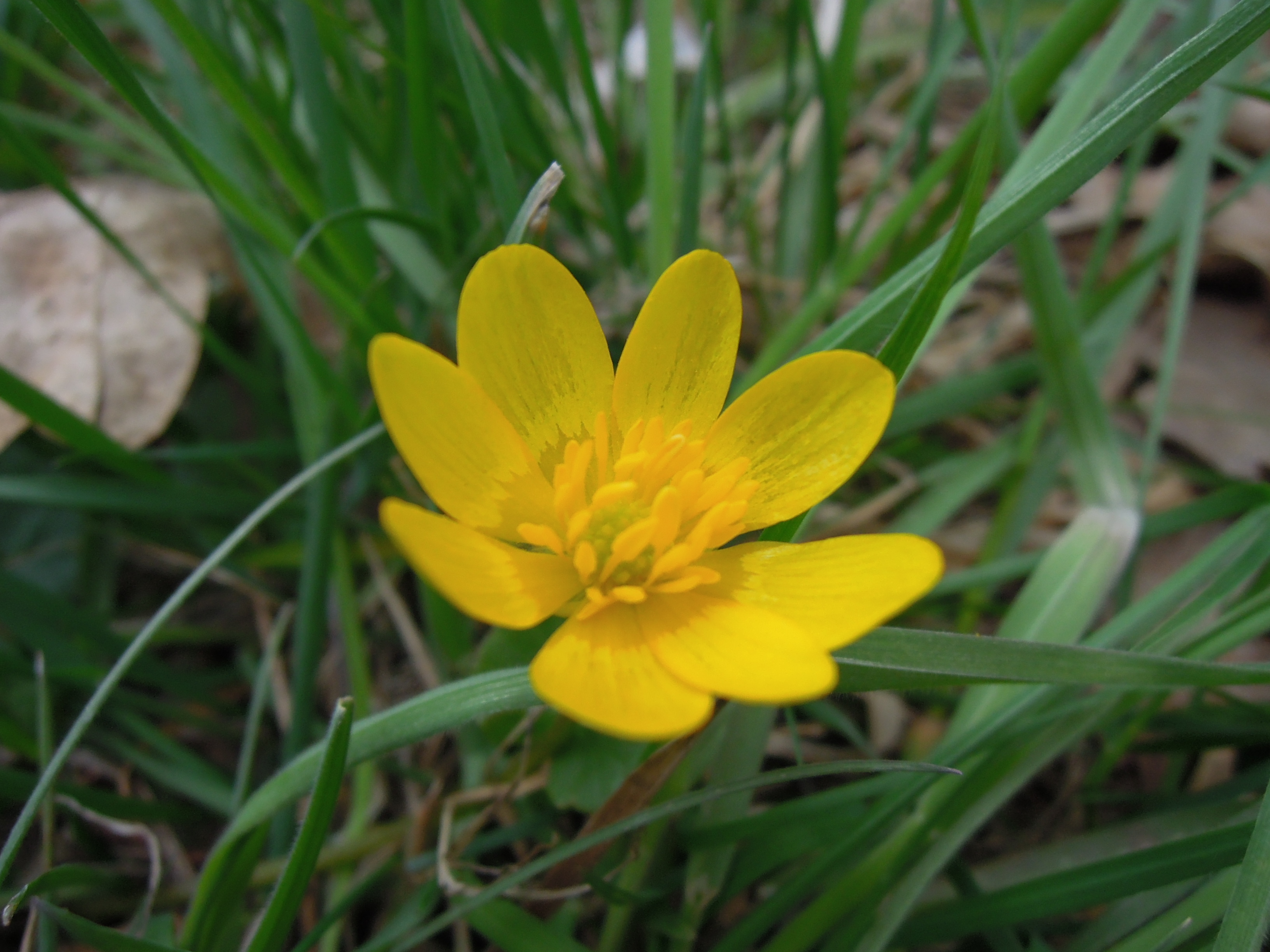
Orsej jarní